# 橋本奈奈未
橋本奈奈未（日语：／ Hashimoto Nanami */?，1993年2月20日—）是日本前偶像藝人，為女子偶像團體乃木坂46前成員，北海道旭川市出身。曾是時尚雜誌《CanCam》專屬模特兒。2011年以乃木坂46一期生身分出道，在籍期間為乃木坂46的人氣成員之一，並與白石麻衣以及松村沙友理被粉丝並稱為乃木坂46的「御三家」，和白石麻衣、松井玲奈共同保持着在籍期間全單曲入選福神的紀錄。2017年2月20日自乃木坂46畢業，並從演藝圈隱退。

## 經歷

### 出生至進入演藝圈前
橋本出生於北海道旭川市，出生時母親原本想取名為「怜奈」，但因朋友的小孩已先用過這個名字，父親因而用的發音而取名為「奈奈未」（奈々未／ななみ）。家境雖然不好，但父母相當重視子女的教育，因而在幼稚園時就已學習平假名、乘法等基礎學力。
幼稚園畢業後進入市立小學就讀，並在小學4年級時獲得日本全國模擬考試第一名。小学6年級時因身高達163公分而進入籃球校隊；初中時期也參加籃球校隊、並擔任副隊長。高中就讀於北海道旭川西高等學校，並擔任籃球校隊的經理，此時也開始喜歡觀看日本的籃球聯盟、以及NBA的賽事。高中2年級夏季時，因籃球校隊打入日本全国高等学校综合体育大会，身為球隊經理的橋本也跟隨出賽，這也是她從出生以來首次離開北海道。高中3年級夏季後不再擔任球隊經理，在經歷居酒屋與燒肉店的打工經驗後，決定為報考美術大學而積極準備。
在北海道完成高中學業後，為研讀空間設計（室内設計、都市設計、公共藝術等）而選擇就讀東京的武藏野美術大學(美術大學)，在2011年學年入學。橋本因東京消費水平昂貴，為節省美容費用兼任髮型模特兒，因而一改從前的長髮形象（故此加入乃木坂46時為短髮造型）。大學1年級夏季時，從網路得悉乃木坂46進行第1期生審查會而報名參加。橋本曾開玩笑自己是為了拿錄影便當省飯錢而踏入演藝圈的。

### 加入乃木坂46後
2011年8月21日，橋本通過乃木坂46第1期生審查，審查會上所唱的歌曲是UNDER GRAPH的《TSUBASA》。後亦被選為暫定選拔成員站列前排位置。
2012年2月22日，乃木坂46發行首張單曲《窗簾圍繞》，而在音樂界正式出道。同年5月2日，在乃木坂46發行第2張單曲《來吧香波》收錄的C/W曲「將偶然當做藉口」（偶然を言い訳にして），橋本獲選出演成員。
2013年4月6日，日本電視台連續劇《BAD BOYS J》上檔，橋本飾演由本久美一角，首次以個人身分在電視劇演出。同年4月8日，在日本電視台情報節目《ZIP!》的「川柳女子」單元成為固定班底。同年7月8日，在富士電視台的月九連續劇《SUMMER NUDE》中飾演石狩清子一角，成為乃木坂46裡繼生田繪梨花後第二位在月九連續劇演出的成員。
2014年，橋本因無法同時兼顧學業與演藝事業，而選擇自美術大學退學。同年8月25日，在官方部落格上表示因全身型過敏性反應入院，未能參與乃木坂46的地方公演，但後於東京公演復歸。2015年3月23日，與同團的松村沙友理一同獲時尚雜誌《CanCam》起用為專屬模特兒。

### 自乃木坂46畢業同時演藝圈引退
2016年10月17日，橋本於乃木坂46冠名節目《乃木坂工事中》上獲宣布成為該團第16張單曲《再見的意義》的Center（中心位置成員），也是第一次在乃木坂46的單曲擔任Center。同月20日，於日本放送深夜直播節目《乃木坂46的All Night Nippon》（AKB48的All Night Nippon特別篇）宣布將從乃木坂46畢業、並同時自演藝圈引退。
2017年2月20日，即橋本24歲生日當天，在埼玉超級競技場舉行的「乃木坂46 5th BIRTHDAY LIVE」第一天場次（同時為橋本的畢業演唱會）登台演出後，正式離開乃木坂46及日本演藝圈。
在2月23日晚FM東京的『SCHOOL OF LOCK!』節目內，由橋本擔任主持人的「橋本奈奈未的GIRLS LOCKS!」環節中播出了她事先錄製好的內容，當晚該環節結束後，橋本作為乃木坂46成員的活動也全部結束。橋本當晚的道別（北海道方言的「那麼再見了」）成為她留在日本演藝圈的最後一聲。3月31日，橋本在乃木坂46官方網站的部落格也正式關閉。
2017年4月27日，已退出演藝圈的橋本透過乃木坂46官方網站發表留言，就26日出版的《週刊文春》關於她與日本索尼音樂社長關係的報導表達出完全否認的立場。雖是已引退的前偶像，但因為報導事件跟拍的時間點仍在合約期內（2017年3月31日前），當時她與乃木坂46仍有合約關係，因此透過前屬團體的官方管道表達立場。
2024年4月1日，加入日本索尼音樂娛樂。

## 人物
- 喜歡辣味，對辣味忍受度極高，會隨身攜帶極辣調味料，例如七味粉[36]。
- 擅長舞劍玉[37]。
- 曾於朝日新聞舉辦的語彙、閱讀理解能力檢定（日语：語彙・読解力検定）獲得全日本第一名[38]。
- 非常熱愛閱讀，喜歡的作家之一是三浦紫苑[39]。
- 擅長的特定領域知識是2005-2008年間於月刊少年GANGAN與週刊少年Jump連載的所有漫畫，例如鋼之鍊金術師、暮蟬鳴泣時與SOUL EATER等 [40]。
- 非常喜歡籃球，曾自稱是最喜歡籃球的女藝人[40]。
- 有潔癖[41]。
- 喜歡WA・BI・SA用和三盆製作的布丁，每次去澀谷都會購買[42]。
- 能夠指導成員學業[43]。
- 會負擔弟弟的日常生活開銷[43]。
- 理想二次元男友是鋼之鍊金術師中的約翰·哈博克[44]。
- 屬於有障礙越大越會有鬥志的人。面對困難的時候，會想要接受挑戰[15]。

## 音樂作品
- 標註「★」符號表示該首歌曲有拍攝MV

### 單曲
乃木坂46
|      | 發行日期       | 單曲名稱           | 參與歌曲名稱         | MV | 備註            |
| ---- | -------------- | ------------------ | -------------------- | -- | --------------- |
| 01st | 2012年02月22日 | 窗簾圍繞           | 窗簾圍繞             | ★  | 出道作品 七福神 |
| 01st | 2012年02月22日 | 窗簾圍繞           | 可能想見你           | ★  |                 |
| 01st | 2012年02月22日 | 窗簾圍繞           | 不想失去             | ★  |                 |
| 01st | 2012年02月22日 | 窗簾圍繞           | 乘著白雲             |    |                 |
| 01st | 2012年02月22日 | 窗簾圍繞           | 乃木坂之詩           | ★  |                 |
| 02nd | 2012年05月02日 | 來吧Shampoo！      | 來吧Shampoo          | ★  | 七福神          |
| 02nd | 2012年05月02日 | 來吧Shampoo！      | 心之靈藥             |    |                 |
| 02nd | 2012年05月02日 | 來吧Shampoo！      | 推說是偶然           | ★  |                 |
| 02nd | 2012年05月02日 | 來吧Shampoo！      | HOUSE!               |    |                 |
| 03rd | 2012年08月22日 | 奔馳吧！Bicycle    | 奔馳吧！Bicycle      | ★  | 七福神          |
| 03rd | 2012年08月22日 | 奔馳吧！Bicycle    | 性急的蝸牛           | ★  | Center          |
| 03rd | 2012年08月22日 | 奔馳吧！Bicycle    | 人為什麼奔跑？       | ★  |                 |
| 03rd | 2012年08月22日 | 奔馳吧！Bicycle    | 沉默的吉他           | ★  |                 |
| 04th | 2012年12月19日 | 制服模特兒         | 制服模特兒           | ★  | 八福神          |
| 04th | 2012年12月19日 | 制服模特兒         | 指望遠鏡             | ★  |                 |
| 05th | 2013年03月13日 | 你就是希望         | 你就是希望           | ★  | 八福神          |
| 05th | 2013年03月13日 | 你就是希望         | 乾脆一點             | ★  |                 |
| 05th | 2013年03月13日 | 你就是希望         | 浪漫墨魚燒           |    |                 |
| 05th | 2013年03月13日 | 你就是希望         | 彈額頭               | ★  |                 |
| 06th | 2013年07月03日 | Girls' Rule        | Girls' Rule          | ★  | 八福神          |
| 06th | 2013年07月03日 | Girls' Rule        | 世界上最孤獨的Lover  | ★  |                 |
| 06th | 2013年07月03日 | Girls' Rule        | 人們的樂器           |    |                 |
| 07th | 2013年11月27日 | 髮夾               | 髮夾                 | ★  | 八福神+1        |
| 07th | 2013年11月27日 | 髮夾               | 月亮的大小           | ★  |                 |
| 07th | 2013年11月27日 | 髮夾               | 所謂的溫柔           |    | Center          |
| 07th | 2013年11月27日 | 髮夾               | 如此的笨蛋・・・     | ★  |                 |
| 08th | 2014年04月02日 | 察覺時已是單戀     | 察覺時已是單戀       | ★  | 五福神          |
| 08th | 2014年04月02日 | 察覺時已是單戀     | 浪漫的開始           | ★  |                 |
| 08th | 2014年04月02日 | 察覺時已是單戀     | 呼吸的方法           |    |                 |
| 08th | 2014年04月02日 | 察覺時已是單戀     | 孤獨兄弟             | ★  | 與白石麻衣合唱  |
| 09th | 2014年07月09日 | 夏天的Free&Easy    | 夏天的Free&Easy      | ★  | 十福神          |
| 09th | 2014年07月09日 | 夏天的Free&Easy    | 無能為力地待在你身邊 |    |                 |
| 09th | 2014年07月09日 | 夏天的Free&Easy    | 在那之前的出口       | ★  |                 |
| 10th | 2014年10月08日 | 第幾次的藍天？     | 第幾次的藍天？       | ★  | 十福神          |
| 10th | 2014年10月08日 | 第幾次的藍天？     | 敲響倒下的鐘         | ★  |                 |
| 10th | 2014年10月08日 | 第幾次的藍天？     | Tender days          |    |                 |
| 11th | 2015年03月18日 | 生命如此美好       | 生命如此美好         | ★  | 十福神          |
| 11th | 2015年03月18日 | 生命如此美好       | 慢慢恢復中           | ★  |                 |
| 12th | 2015年07月22日 | 太陽敲敲門         | 太陽敲敲門           | ★  | 十福神          |
| 12th | 2015年07月22日 | 太陽敲敲門         | 魚兒們的LOVE SONG    | ★  |                 |
| 12th | 2015年07月22日 | 太陽敲敲門         | 羽毛的記憶           | ★  |                 |
| 13th | 2015年10月28日 | 此刻，想說話的對象 | 此刻，想說話的對象   | ★  | 十福神          |
| 13th | 2015年10月28日 | 此刻，想說話的對象 | POPIPAPAPA           | ★  |                 |
| 13th | 2015年10月28日 | 此刻，想說話的對象 | 忘卻悲傷的方法       | ★  |                 |
| 14th | 2016年03月23日 | 當春紫苑盛開時     | 當春紫苑盛開時       | ★  | 十福神          |
| 14th | 2016年03月23日 | 當春紫苑盛開時     | 陡坡                 | ★  |                 |
| 15th | 2016年07月27日 | 赤腳Summer         | 赤腳Summer           | ★  | 十福神          |
| 15th | 2016年07月27日 | 赤腳Summer         | 專屬光芒             |    |                 |
| 16th | 2016年11月09日 | 再見的意義         | 再見的意義           | ★  | Center          |
| 16th | 2016年11月09日 | 再見的意義         | 孤獨的藍天           |    |                 |
| 16th | 2016年11月09日 | 再見的意義         | 強人所難             | ★  | 畢業獨唱曲      |

1. ↑  站位依據官方MV及演唱會正式呈現為參考依據
2. 1 2  收錄於單獨發行的MV合集《ALL MV COLLECTION～當時的少女們～》

其他
| 發行日期       | 單曲名稱   | 參與歌曲名稱 | MV | 備註     |
| -------------- | ---------- | ------------ | -- | -------- |
| 2012年07月25日 | 大人彩色糖 | 不再綁雙馬尾 | ★  | 麻友坂46 |

### 專輯
乃木坂46
|      | 發行日期       | 專輯名稱       | 參與歌曲名稱 | 備註 |
| ---- | -------------- | -------------- | ------------ | ---- |
| 01st | 2015年01月07日 | 透明色         | 革命之馬     |      |
| 01st | 2015年01月07日 | 透明色         | 我所在的地方 |      |
| 02nd | 2016年05月25日 | 屬於我們的位子 | 契機         |      |
| 02nd | 2016年05月25日 | 屬於我們的位子 | 太陽的誘惑   |      |
| 02nd | 2016年05月25日 | 屬於我們的位子 | 空氣感       |      |

## 演出

### 電視劇
- BAD BOYS J（2013年4月6日 - 6月22日、日本電視台） - 由本久美 役[21]。
- 裸夏戀人（2013年7月8日 - 9月16日、富士電視台） - 石狩清子 役[23]。
- LOVE理論（2013年12月27日、東京電視台） - 新垣結美 役[45]。
- 初森BEMARS（2015年7月11日－9月26日，東京電視台） - 09（マルキュー）[46]。

### 電視節目
- ZIP!（2013年4月8日 - 、日本電視台） - 川柳女子・OL 役[22]。
- NHK旭川開局80周年記念番組「旭川 お宝フィルムでQ」（2013年11月23日、NHK旭川放送局） - 北海道本地放送[47]。
- 天使のアングル（2014年7月21日、NHK総合） - MC[48]。

### 電影
- 劇場版BAD BOYS J -最後に守るもの-（2013年11月9日、ショウゲート） - 由本久美 役[49]。
- 超能力研究部の3人（2014年12月6日、BS-TBS） - 主演・木暮あずみ 役[50]。

### 網絡配信
- 24時間女優 -待つ女- 第7回 橋本奈々未×栢菅翼（2014年1月24日、ひかりTV） - 主演[51]。

### 活動
- Girls Award 2014 SPRING/SUMMER（2014年4月19日、国立代々木競技場第一体育館） - BE RADIANCE・スピンズ[52]。
- Girls Award 2015 SPRING/SUMMER（2015年4月29日、国立代々木競技場第一体育館）[53]

## 書籍

### 相關書籍
- 電影 超能力研究部的3人 官方設定集（2014年12月5日、講談社）[54]

### 寫真集
- 季刊 乃木坂 vol.3 涼秋（2014年9月4日，東京新聞通信社）[55]
- やさしい棘（2015年8月28日，幻冬舍）[56]
- 2017（2017年2月20日，小学館）[57]

### 雜誌連載
- CanCam（2015年5月號[58]- 2017年3月號，小學館） - 專屬模特兒

## 外部連結
- 乃木坂46 橋本奈奈未 個人簡介（2011年8月21日－2017年3月31日）（日語）
- 乃木坂46 橋本奈奈未 官方部落格（2011年11月11日－2017年3月31日）（日語）
- 橋本奈奈未 官方755（日語）
- 橋本奈々未写真集2017官方的X（前Twitter）（2017年2月1日－）（日語）
- 橋本奈々未写真集2017官方的Instagram帳戶（2017年2月1日－）（日語）
- 橋本奈奈未在互联网电影资料库（IMDb）上的資料（英文）